# TEV蛋白酶
烟草蚀刻病毒蛋白酶Tobacco Etch Virus protease（EC 3.4.22.44），简称TEV蛋白酶，是来自烟草蚀刻病毒的高度序列特异性半胱氨酸蛋白酶。它是胰凝乳蛋白酶样蛋白酶PA家族的成员。由于其高序列特异性，它经常用于体外和体内融合蛋白的受控切割。

## 結構和作用方式

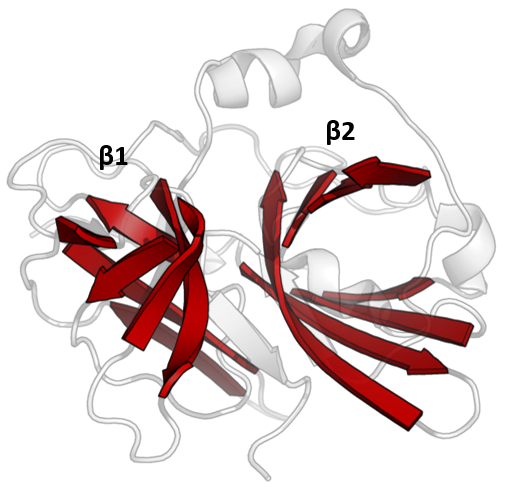
TEV蛋白酶的结构。定义超家族的双β桶以红色突出显示。

TEV蛋白酶的结构已通过X射线晶体学解析。它由两个β桶和一个灵活的C末端尾部组成，并显示出与蛋白酶的糜蛋白酶超家族（PA 族，MEROPS 分类的 C4 家族）的结构同源性。尽管与细胞丝氨酸蛋白酶（如胰蛋白酶、弹性蛋白酶、凝血酶等）同源，但TEV蛋白酶使用半胱氨酸作为其催化亲核试剂（与许多其他病毒蛋白酶一样）。
用Asp-His-Cys三联体进行共价催化，在两个桶之间分开（β1上的Asp与β2上的His和Cys）。底物保持为β折叠，与桶之间的裂缝形成反平行相互作用，并与C端形成平行相互作用。因此，酶在底物周围形成结合隧道，侧链相互作用控制特异性。

## 特异性

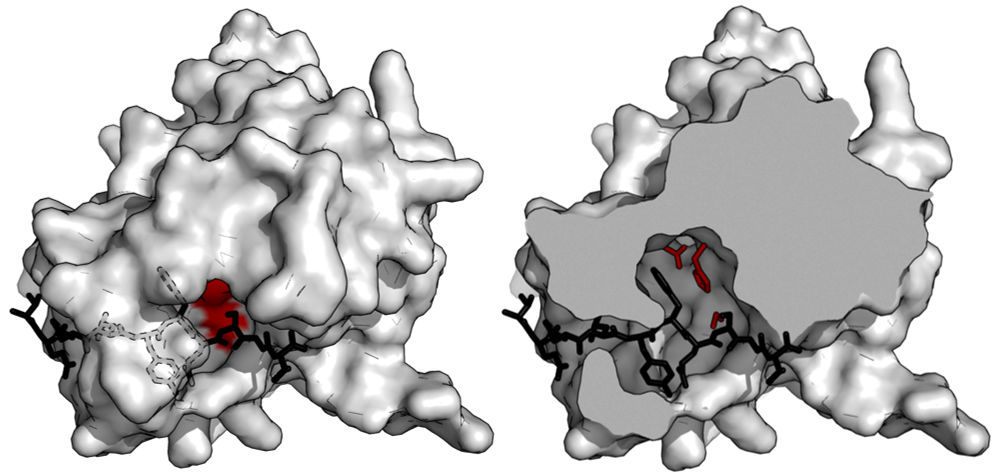
TEV蛋白酶的表面模型与未切割的底物（黑色）结合，也显示了催化三联体（红色）。底物结合在活性位点隧道内（左）。剖面图（右）显示了与基板的结合隧道的互补形状。

优选的天然切割序列首先通过检查天然多蛋白底物中的切割位点的重复序列来鉴定。这些天然切割位点的共识是ENLYFQ\S，其中“\”表示切割的肽键。底物的残留物在切割位点之前标记为P6到P1，在切割位点之后标记为P1'。早期的工作还测量了一系列相似底物的切割，以表征蛋白酶对天然序列的特异性。
随后的研究使用从随机序列池中切割底物的测序来确定偏好模式。尽管ENLYFQ\S是最佳序列，但蛋白酶在一系列底物上或多或少都有活性（即显示出一些底物混杂）。最高切割是最接近共有EXLYΦQ\φ的序列，其中X是任何残基，Φ是任何大或中等疏水基，φ是任何小的疏水或极性残基。虽然这个序列是最优的，但如果序列的其余部分是最优的，那么在某些位置具有不利残基的序列仍然可以被切割。
酶和底物之间的大接触面积赋予了特异性。由于只有一个或两个口袋结合底物侧链的浅结合裂口，蛋白酶（如胰蛋白酶）对断裂键前后的一个残基具有特异性。相反，病毒蛋白酶（如TEV蛋白酶）有一个长的C端，它完全覆盖底物以形成结合隧道。该隧道包含一组紧密的结合口袋，这样底物肽的每个侧链（P6到P1'）都结合在一个互补位点（S6到S1'）。
特别是，肽侧链P6-Glu接触三个氢键网络；P5-Asn指向溶剂，没有特定的相互作用（因此在这个位置没有底物共识）；P4-Leu被埋在疏水袋中； P3-Tyr位于末端带有短氢键的疏水袋中；P2-Phe也被疏水物包围，包括三联体组氨酸的表面；P1-Gln形成四个氢键；并且P1'-Ser仅部分封闭在浅疏水凹槽中。

## 作为生化工具
这种蛋白质的主要用途之一是从纯化的重组融合蛋白中去除亲和标签。使用TEV蛋白酶作为生化工具的原因是其高序列特异性。当偏好序列插入柔性环时，这种特异性允许蛋白质的受控切割。它还使其在体内相对无毒，因为识别的序列几乎不存在于蛋白质中。
尽管合理设计在改变蛋白酶特异性方面的成功有限，但定向进化已被用于在切割位点之前或之后改变首选残基。
然而，TEV蛋白酶作为生化工具确实有局限性。它很容易通过自切割（自溶）失活，尽管这可以通过内部切割位点的单个S219V突变来消除。单独表达的蛋白酶的溶解性也很差，但是已经进行了几次尝试以通过定向进化和计算设计来提高其溶解度。还表明，可以通过与麦芽糖结合蛋白融合来改善表达，该蛋白充当溶解度增强伙伴。
据报道，TEV蛋白酶在4°C时活性降低10倍。TEV蛋白酶在34°C以上的温度下会失去活性。
这种酶的分子量在25和27 kDa之间变化，具体取决于所使用的特定构建体。